# Coppa Ali della Vittoria
La Coppa Ali della Vittoria è stato il trofeo assegnato al primo club classificato del campionato italiano di calcio di Serie B tra le stagioni 2006-2007 e 2019-2020.

## Descrizione
Realizzato in placcatura d'argento, pesa circa 5 kg ed è alto poco più di 60 cm. Il basamento è costituito da una figura che ricorda la Vittoria, divinità alata che sostiene la coppa vera e propria, il cui disegno richiama un braciere olimpico.
Negli anni 1960 fu istituita la consuetudine di premiare il vincitore del torneo di Serie B con una coppa, così come avveniva per il vincitore del campionato di Serie A; ma in entrambi i casi essa veniva sempre consegnata nel corso di una cerimonia privata nella sede della Lega Nazionale Professionisti.
Dalla stagione 2006-2007, in occasione della vittoria della blasonata Juventus, si decise di istituire una cerimonia di premiazione sul campo: a tal fine l'allora presidente della Lega Calcio, Antonio Matarrese, fece realizzare un nuovo trofeo, appunto la Coppa Ali della Vittoria, da consegnarsi al capitano della squadra vincitrice del campionato al termine dell'ultima giornata del torneo o, nel caso di vittoria acquisita con almeno un turno di anticipo, dell'ultima gara casalinga.
La Coppa Ali della Vittoria è stata consegnata quattordici volte e alzata da capitani di quattordici società differenti in quanto, curiosamente, nessun club ha vinto la serie cadetta più di una volta dall'istituzione della stessa. Giuseppe Iachini è l'unico allenatore ad averla vinta in due occasioni diverse alla guida di altrettante squadre (Chievo e Palermo, rispettivamente nel 2008 e nel 2014).
Il trofeo è stato consegnato per l'ultima volta nella stagione 2019-2020 quando nell'occasione, eccezionalmente, è stato proposto, oltre che alla formazione prima classificata, anche alle altre due promosse. Dopo che il campionato 2020-2021 vide l'assegnazione in forma transitoria di un trofeo che non aveva nome ufficiale, dalla stagione 2021-2022 alla Coppa Ali della Vittoria succede ufficialmente la Coppa Nexus.

## Albo d'oro

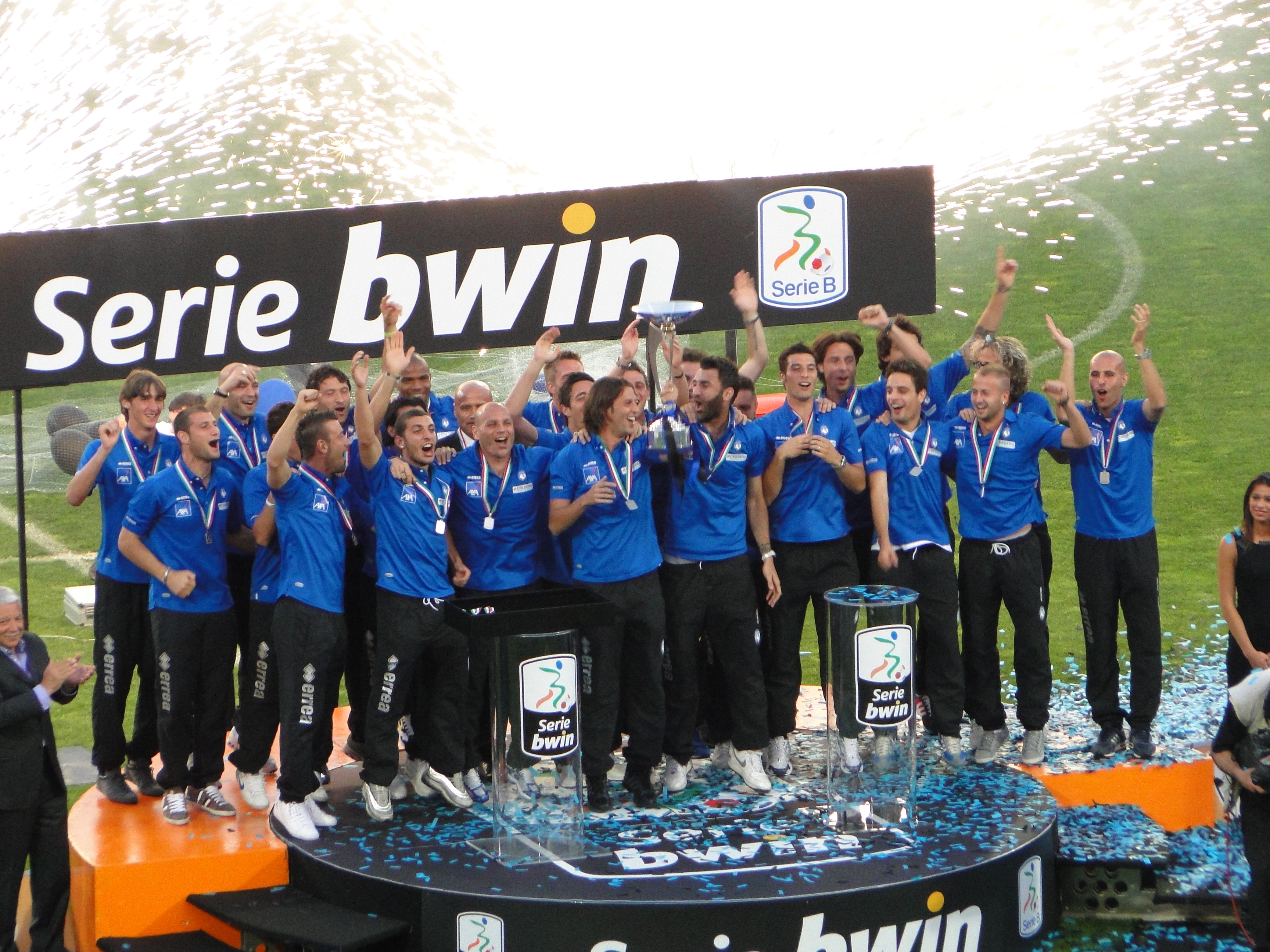
L' riceve il trofeo nella cerimonia pubblica al termine della stagione 2010-2011.

| Stagione  | Vincitore | Allenatore           | Capitano             |
| --------- | --------- | -------------------- | -------------------- |
| 2006-2007 | Juventus  | Giancarlo Corradini  | Alessandro Del Piero |
| 2007-2008 | Chievo    | Giuseppe Iachini     | Sergio Pellissier    |
| 2008-2009 | Bari      | Antonio Conte        | Jean François Gillet |
| 2009-2010 | Lecce     | Luigi De Canio       | Guillermo Giacomazzi |
| 2010-2011 | Atalanta  | Stefano Colantuono   | Cristiano Doni       |
| 2011-2012 | Pescara   | Zdeněk Zeman         | Marco Sansovini      |
| 2012-2013 | Sassuolo  | Eusebio Di Francesco | Francesco Magnanelli |
| 2013-2014 | Palermo   | Giuseppe Iachini     | Édgar Barreto        |
| 2014-2015 | Carpi     | Fabrizio Castori     | Filippo Porcari      |
| 2015-2016 | Cagliari  | Massimo Rastelli     | Daniele Dessena      |
| 2016-2017 | SPAL      | Leonardo Semplici    | Nicolas Giani        |
| 2017-2018 | Empoli    | Aurelio Andreazzoli  | Manuel Pasqual       |
| 2018-2019 | Brescia   | Eugenio Corini       | Daniele Gastaldello  |
| 2019-2020 | Benevento | Filippo Inzaghi      | Christian Maggio     |
| 2019-2020 | Crotone   | Giovanni Stroppa     | Alex Cordaz          |
| 2019-2020 | Spezia    | Vincenzo Italiano    | Claudio Terzi        |

### Albo d'oro per Regioni d'Italia
| Regione        | Titoli | Stagione                        |
| -------------- | ------ | ------------------------------- |
| Emilia-Romagna | 3      | 2012-2013, 2014-2015, 2016-2017 |
| Puglia         | 2      | 2008-2009, 2009-2010            |
| Lombardia      | 2      | 2010-2011, 2018-2019            |
| Piemonte       | 1      | 2006-2007                       |
| Veneto         | 1      | 2007-2008                       |
| Abruzzo        | 1      | 2011-2012                       |
| Sicilia        | 1      | 2013-2014                       |
| Sardegna       | 1      | 2015-2016                       |
| Toscana        | 1      | 2017-2018                       |
| Calabria       | 1      | 2019-2020                       |
| Campania       | 1      | 2019-2020                       |
| Liguria        | 1      | 2019-2020                       |

## Statistiche e record

### Allenatori plurivincitori
1. Giuseppe Iachini 2

### Calciatori plurivincitori
1. Raffaele Bianco 3
2. Simone Romagnoli 3
3. Davide Lanzafame 2
4. Marino Defendi 2
5. Guido Marilungo 2
6. Michele Troiano 2
7. Emanuele Terranova 2
8. Gennaro Troianiello 2
9. Édgar Barreto 2
10. Aljaž Struna 2
11. Antonio Balzano 2
12. Marco Capuano 2
13. Davide Di Gennaro 2
14. Gianni Munari 2
15. Francesco Caputo 2
16. Lorenzo Lollo 2
17. Gabriel 2
18. Michele Castagnetti 2
19. Daniele Dessena 2
20. Alfredo Donnarumma 2
21. Alejandro Rodríguez 2
22. Luca Antei 2
23. Gaetano Letizia 2
24. Marco Sau 2
25. Pasquale Schiattarella 2
26. Andrés Tello 2